# دهو (حومة بم)
دهو (بالفارسية: دهو) هي قرية تقع في إيران في منطقة مركزية ريفية. يقدر عدد سكانها بـ 65 نسمة بحسب إحصاء 2016.